# Addicted (P.O.D.)
Addicted è il primo singolo estratto dall'album When Angels & Serpents Dance del gruppo musicale alternative metal dei P.O.D. ("Payable On Death"), pubblicato il 19 febbraio 2008.
Il singolo fu pubblicato ufficialmente su iTunes il 19 febbraio 2008 e cominciò ad essere trasmesso dalle radio il 10 marzo.
La canzone si è piazzata al numero 30 nella Billboard's Hot Mainstream Rock Tracks.
Il video fu pubblicato su iTunes il 1º luglio 2008.
La canzone è contenuta nel videogame WWE SmackDown vs. Raw 2009.

## Formazione
- Paul "Sonny" Sandoval - voce
- Marcos Curiel - chitarra
- Mark "Traa" Daniels - basso
- Noah "Wuv" Bernardo - batteria